# Ambrózia (keresztnév)
Az Ambrózia az Ambrus férfinév görög eredetijének női párja, illetve a görög mitológiában az istenek étele.

## Rokon név
Zia

## Gyakorisága
Az újszülötteknek adott nevek körében az 1990-es években szórványosan fordult elő. A 2000-es és a 2010-es években sem szerepelt a 100 leggyakrabban adott női név között.
A teljes népességre vonatkozóan az Ambrózia sem a 2000-es, sem a 2010-es években nem szerepelt a 100 leggyakrabban viselt női név között.

## Névnapok
december 7.